# جورج ليفيك
جورج موراي ليفيك (بالإنجليزية: George Murray Levick)‏ جورج موراي ليفيك (1876-1956) كان المستكشف البريطاني للقطب الجنوبي ، ومؤسس مدرسة جمعية الاستكشاف البريطانية.
ولد ليفيك في نيوكاسل أبون تاين، وهو نجل جورج ليفيك وجيني سوربي. بعد ممارسته مهنة الطب لفترة قصيرة، انضم إلى البحرية الملكية في عام 1910.
مترجم George Murray Levick